# Wipeout
Wipeout é uma banda de rock de Viseu, Portugal. 

## História
Imaginada em 1999 por Jorge Costeira (guitarra), Filipe Soares (baixo) e Amadeu braguês (guitarra), foi sofrendo alterações no alinhamento até que em 2001 fica completa com os membros actuais.
Atravessa o percurso habitual das bandas rock, tocando em bares e pequenos eventos a nível local.
Em 2003 grava o primeiro álbum Eyeball Dillema, que os levou a actuar em palcos maiores, a nível nacional, e programas de TV e a boas críticas a nível da imprensa especializada. 
Após 2 anos a promover este disco, a banda vai de novo para estúdio, gravando o segundo álbum Amusia, um disco que segue a linha do anterior, com as melodias e os refrões fortes em destaque, mas que explora mais o lado psicadélico da banda, que entretanto se acentua cada vez mais, tornando os seus espectáculos ao vivo uma experiência memorável para quem assiste.
A digressão de apoio ao disco Amusia leva-os novamente a dezenas de locais diferentes, apoiando artistas de renome como Xutos & Pontapés, Blasted Mechanism ou Ramp.
Em 2008 os Wipeout iniciam as gravações do novo disco, que se avizinha para 2009. Segundo a banda, este terceiro disco irá explorar mais o lado psicadélico, mas sempre apoiado numa base de rock muito forte e coeso, por vezes a roçar um ambiente metal.

## Elementos
- Jorge Costeira - guitarra
- Filipe Soares - baixo
- Amadeu Braguês - guitarra
- Pedro Vale - bateria
- Hélder Ferreira - voz e guitarra

## Discografia

### Álbuns de estúdio
- Eyeball Dillema (2003) (Cerberus)[1]
- Amusia (2005) ( P.J.S.L.)[2]

### Singles
- The Blood and the Love (2005) ( P.J.S.L.)[3]